# Callohesma geminata
Callohesma geminata är en biart som först beskrevs av Cockerell 1911.  Callohesma geminata ingår i släktet Callohesma och familjen korttungebin. Inga underarter finns listade.

## Bildgalleri

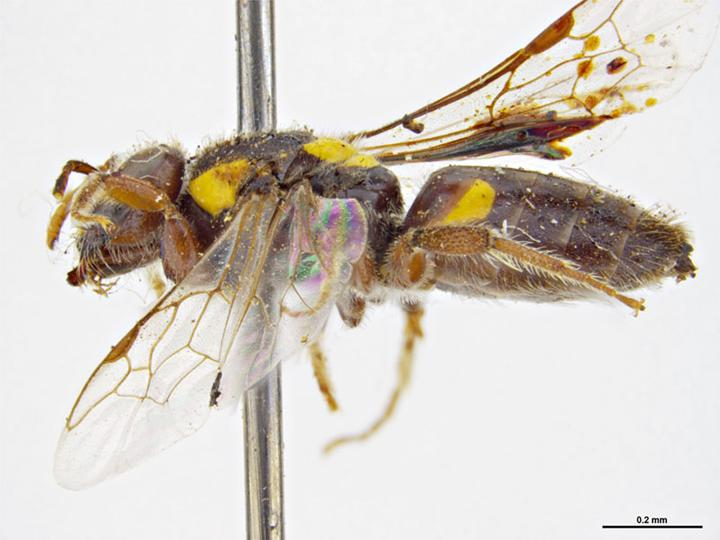